# Olaus Wormius

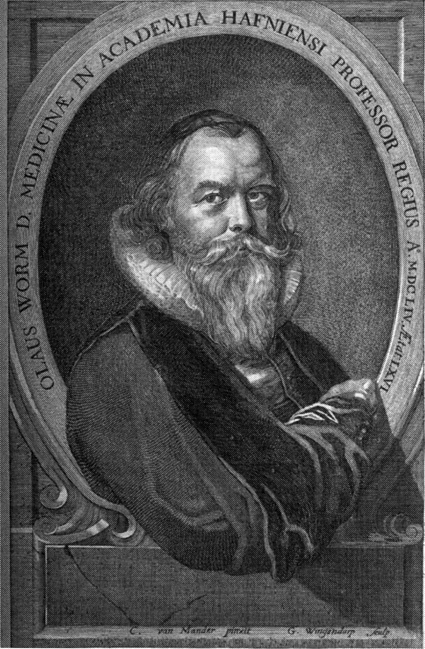
Ole Worm, nach einem Gemälde von Carl van Mandern

Olaus Wormius, latinisiert für Ole Worm (* 13. Mai 1588 in Aarhus; † 31. August 1654 in Kopenhagen), war Arzt, Reichsarchivar von Dänemark und einer der Begründer der skandinavischen Archäologie.

## Leben
Er war der Sohn des Bürgermeisters von Aarhus aus einer Familie niederländischer Protestanten. Nach dem Besuch des Gymnasiums in Aarhus studierte er in Marburg, Gießen, Padua und Basel, wo er 1611 den Doktorgrad der Medizin erwarb. Er praktizierte einige Zeit als Arzt, auch in England, hatte aber dann ab 1613 an der Universität Kopenhagen einen Lehrstuhl für klassische Altertumskunde und Griechisch inne. 1617 wurde er von der Universität Kopenhagen zum Magister artium ernannt. Zeitweise war er dort auch Rektor.

## Archäologische Tätigkeit
Worm nahm Großsteingräber und Runeninschriften auf. 1626 veranlasste er König Christian IV., alle dänischen Pfarrer in einem Rundschreiben aufzufordern, Runensteine, alte Gräber und sonstige Altertümer in ihrem Sprengel zu melden. Großsteingräber interpretierte er als Thingplätze und Opferaltäre, analog wurden Feuersteinklingen und -dolche als Opfermesser bezeichnet. Bei Pfeilspitzen war er sich unsicher, ob es sich um Produkte des Menschen oder der Natur handele, eine durchbohrte Steinbeilklinge aus Flint hielt er für das Fossil einer ursprünglich eisernen Axt. Urnen der späten Bronzezeit schrieb er den alten Dänen zu. Er greift in seinen Arbeiten stark auf den Thüringischen Altertumsforscher Nicolaus Marschalk (um 1470–1525) zurück, der als einer der ersten in Mecklenburg Grabhügel öffnete.

## Sammlung

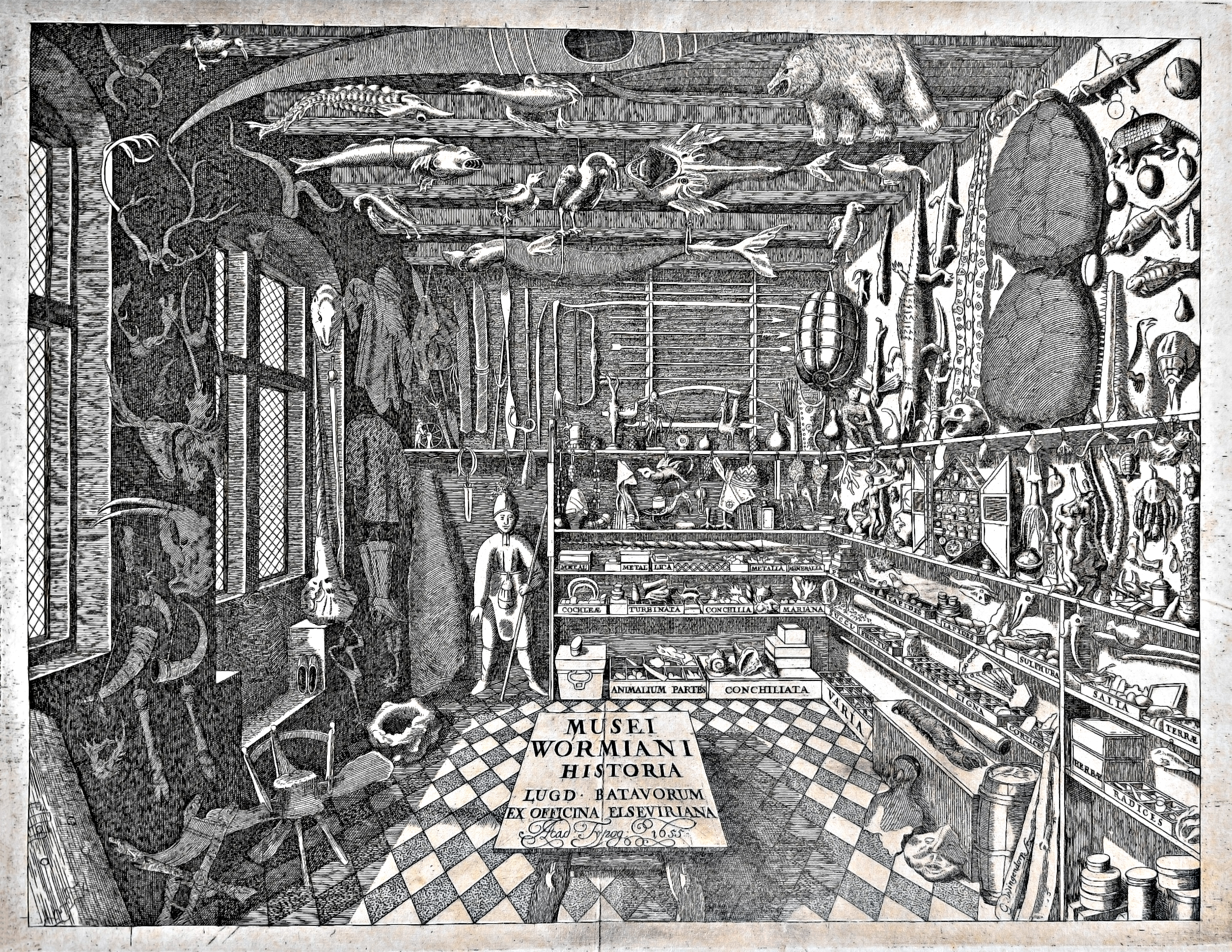
Ansicht des Museum Wormianum

Worm war ein eifriger Sammler und ordnete diese Sammlung von Pflanzen, Tieren, Steinen und Artefakten systematisch. Seine Wunderkammer Museum Wormianum in Kopenhagen war weit berühmt, ein dazugehöriger Katalog wurde postum von seinem Sohn herausgegeben. Die Sammlung ist heute Teil des Geologischen Museums Kopenhagen.

## Arbeit als Arzt
Worm ist der Entdecker der nach ihm benannten „Wormschen Knochen“, multiplen Schaltknochen in den Schädelnähten. Er war zeitweise der Leibarzt des dänischen Königs Christians IV.

## Einflüsse
Worm hatte die Arbeiten des deutschen Humanisten Nicolaus Marschalk rezipiert, der bereits um 1510 Riesensteingräber und Hügelgräber in Mecklenburg ausgegraben hatte. Abbildungen des Torgauer Arztes und Antiquars Johannes Kentmann sind Teil der Sammlung des Museums Wormianum (1655).

## Wirkungsgeschichte

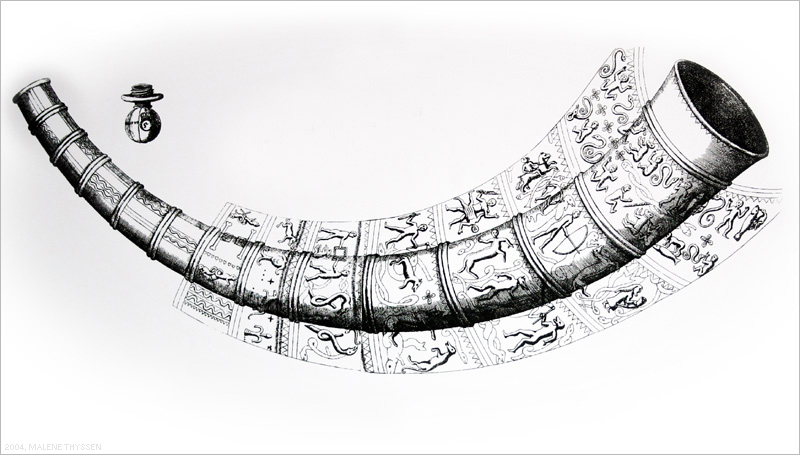
Goldhörner von Gallehus, Zeichnung von Olaus Wormius

Johann Just Winckelmann (1620–1699), der in seiner Notitia historico-politica veteris Saxo-Westphaliae (Oldenburg 1667) auch Riesensteingräber und andere Altertümer erwähnt, ist stark von Wormius beeinflusst, den er „Fautor olim meus“ nennt. Auch Nicolaus Schaten, der in seiner Historia Westphaliae Riesensteingräber als Gräber und Altäre identifiziert, beruft sich auf Wormius.
Worm stand mit zahlreichen Gelehrten in Korrespondenz, unter anderem mit dem britischen Antiquar Walter Charleton (1619–1707), der in seinem Werk Chorea Gigantum (London 1663) Stonehenge den alten Dänen zuschrieb. Thomas Hearne (1678–1735), der britische frühbronzezeitliche Urnen als Dänisch beschrieb, stützte sich dabei auf das Werk von Wormius. Auch Thomas Tanner (1674–1735), der das Megalithgrab von Millbarrow auf der Ebene von Salisbury als die Grablege eines dänischen Heerführers identifizierte, berief sich auf vergleichbare Gräber, die Wormius in Dänemark beschrieben hatte, genau wie Francis Wise (1695–1767) das neolithische Grab von Wayland’s Smithy. Später würde man megalithische Gräber mit den gleichen Gründen den Kelten zuschreiben.

## Ehrungen
Nach ihm sind die Pflanzengattungen Wormia Rottb. und Neowormia Hutch. & Summerh. aus der Familie der Rosenapfelgewächse (Dilleniaceae) benannt.

## Schriften
- Fasti Danici, Kopenhagen 1626.
- Runir seu Danica literatura antiquissima, 1636.
- De aureo cornu, 1641 (über die Goldhörner von Gallehus).
- Danicorum monumentorum Libri Sex, J. Moltke, Kopenhagen 1643.
- Willum Worm (Hrsg.): Museum Wormianum, Leyden 1655.